# Logarček
Logarček je več kot 4 km dolga in okoli 100 m globoka kraška jama v bližini železniške postaje Planina pri Rakeku. Jamo, v kateri živi preko 40 živalskih vrst, je koncem 19. stoletja prvi raziskoval Viljem Putick. Deli se na dva večja rova, po katerih teče voda, ki spada med povirne vode kraškega porečja Ljubljanice. 